# Посёлок пансионата «Полушкино»
Посёлок пансионата «Полушкино» — посёлок в Рузском районе Московской области России, входит в состав сельского поселения Колюбакинское. Население — 410 чел. (2010).
Посёлок расположен на юго-востоке района, примерно в 4 километрах к востоку от пгт Тучково, высота центра — 161 м над уровнем моря. Ближайшие населённые пункты — деревни Григорово и Васильевское. До 2006 года посёлок входил в состав Краснооктябрьского сельского округа
| 2002 | 2006 | 2010 |
| ---- | ---- | ---- |
| 564  | ↘456 | ↘410 |